# Robert Telus
Robert Telus (ur. 18 kwietnia 1969 w Opocznie) – polski polityk, inżynier, rolnik i samorządowiec, od 2007 poseł na Sejm VI, VII, VIII, IX i X kadencji, w 2023 minister rolnictwa i rozwoju wsi w drugim rządzie Mateusza Morawieckiego.

## Życiorys
Ukończył studia na Wydziale Inżynierii Sanitarnej i Wodnej Politechniki Krakowskiej. W 2020 ukończył studia MBA w Collegium Humanum. Był pracownikiem fizycznym i inspektorem nadzoru. W 1998 nieskutecznie ubiegał się o mandat radnego powiatu opoczyńskiego z listy Akcji Wyborczej Solidarność. W 2002 i 2006 był wybierany na radnego powiatu z ramienia komitetu lokalnego. Pełnił także funkcję prezesa Przedsiębiorstwa Gospodarki Komunalnej w Opocznie (1999–2007) oraz łódzkiego wojewódzkiego inspektora ochrony środowiska (2007). Został prezesem oddziału Akcji Katolickiej. Zajął się też prowadzeniem własnego gospodarstwa rolnego.
Wstąpił do Prawa i Sprawiedliwości, w którym objął funkcję członka prezydium okręgu oraz przewodniczącego władz powiatowych. W wyborach parlamentarnych w 2007 został wybrany na posła na Sejm VI kadencji z listy PiS w okręgu piotrkowskim, uzyskując 8748 głosów. Zasiadł w Komisji Rolnictwa i Rozwoju Wsi oraz Komisji do Spraw Kontroli Państwowej.
W 2011 kandydował w wyborach parlamentarnych z 4. miejsca na liście komitetu wyborczego Prawa i Sprawiedliwości w okręgu wyborczym nr 10 w Piotrkowie Trybunalskim i uzyskał mandat poselski. Oddano na niego 11 305 głosów (4,33% głosów oddanych w okręgu). Bez powodzenia startował w wyborach do Parlamentu Europejskiego w 2014. Działacz rolniczej „Solidarności”, obejmował funkcje przewodniczącego łódzkiej rady wojewódzkiej oraz wiceprzewodniczącego struktur krajowych związku.
W 2015 i 2019 był ponownie wybierany do Sejmu, otrzymując odpowiednio 18 670 głosów oraz 27 254 głosy. W 2021 powołany przez premiera Mateusza Morawieckiego w skład Rady Doradców Politycznych. 6 kwietnia 2023 prezydent Andrzej Duda powołał go w skład Rady Ministrów na urząd ministra rolnictwa i rozwoju wsi. W związku z tą nominacją Robert Telus zrezygnował z funkcji kierowniczej w NSZZ RI „S”.
W wyborach w 2023 z powodzeniem ubiegał się o poselską reelekcję, zdobywając 49 262 głosy. 27 listopada tego samego roku zakończył pełnienie funkcji ministra. W 2024 z ramienia PiS startował w kolejnych wyborach europejskich.

## Wyniki w wyborach ogólnopolskich
| Wybory | Komitet wyborczy                   | Komitet wyborczy       | Organ            | Okręg           | Wynik        |
| ------ | ---------------------------------- | ---------------------- | ---------------- | --------------- | ------------ |
| 2007   |                                    | Prawo i Sprawiedliwość | Sejm VI kadencji | nr 10           | 8748 (3,00%) |
| 2011   | Sejm VII kadencji                  | Prawo i Sprawiedliwość | 11 305 (4,33%)   | nr 10           |              |
| 2014   | Parlament Europejski VIII kadencji | Prawo i Sprawiedliwość | nr 6             | 5204 (1,11%)    |              |
| 2015   | Sejm VIII kadencji                 | Prawo i Sprawiedliwość | nr 10            | 18 670 (6,53%)  |              |
| 2019   | Sejm IX kadencji                   | Prawo i Sprawiedliwość | nr 10            | 27 254 (7,87%)  |              |
| 2023   | Sejm X kadencji                    | Prawo i Sprawiedliwość | nr 10            | 49 262 (12,41%) |              |
| 2024   | Parlament Europejski X kadencji    | Prawo i Sprawiedliwość | nr 6             | 35 406 (4,67%)  |              |

## Życie prywatne
Jest żonaty; wraz z żoną założył rodzinę zastępczą.

## Odznaczenia
- Medal Stulecia Odzyskanej Niepodległości[17]